# Fanny Hornová Birkelandová
Fanny Hornová Birkelandová, rodným jménem Fanny Welle-Strand Hornová (* 8. března 1988, Oslo) je bývalá norská biatlonistka, mistryně světa ze štafet na domácím Mistrovství světa v biatlonu 2016 v Oslu a stříbrná medailistka ze závodu štafet na ZOH v ruském Soči. S norskou štafetou vybojovala na Mistrovství světa 2012 v německém Ruhpoldingu bronzové medaile. Na šampionátu ve finském Kontiolahti v roce 2015 vybojovala se smíšenou štafetou bronzovou medaili.
Ve světovém poháru vyhrála jeden závod ve sprintu v německém Ruhpoldingu v sezóně 2014/15. Svoji kariéru ve světovém poháru ukončila v sezóně 2016/17.

## Soukromý život
V srpnu 2015 vstoupila do svazku manželského s norským biatlonistou Larsem Helgem Birkelandem, se kterým tvořila pár od roku 2010.

## Výsledky

### Olympijské hry a mistrovství světa
| Sezóna  | D   | Místo                | SP  | SZ  | HZ  | IZ  | ŠT | SŠT | Věk    |
| ------- | --- | -------------------- | --- | --- | --- | --- | -- | --- | ------ |
| 2010/11 | MS  | Chanty-Mansijsk      | 24. | 31. | 29. | 29. | 5. | –   | 23 let |
| 2011/12 | MS  | Ruhpolding           | –   | –   | –   | 33. | 3. | –   | 24 let |
| 2012/13 | MS  | Nové Město na Moravě | 35. | 37. | –   | 54. | –  | –   | 24 let |
| 2013/14 | ZOH | Soči                 | –   | –   | –   | –   | 2. | –   | 25 let |
| 2014/15 | MS  | Kontiolahti          | 79. | –   | –   | 41. | 5. | 3.  | 26 let |
| 2015/16 | MS  | Oslo                 | 42. | 19. | 9.  | 31. | 1. | –   | 27 let |
| 2016/17 | MS  | Hochfilzen           | 72. | –   | –   | 63. | –  | –   | 28 let |

Poznámka: Výsledky z mistrovství světa se započítávají do celkového hodnocení světového poháru, výsledky z olympijských her se dříve započítávaly, od olympijských her v Soči se nezapočítávají.

### Juniorská mistrovství
| Sezóna  | D   | Místo      | SP | SZ  | IZ  | ŠT | Věk    |
| ------- | --- | ---------- | -- | --- | --- | -- | ------ |
| 2007/08 | MSJ | Ruhpolding | 9. | 10. | 23. | 4. | 19 let |

## Vítězství v závodech světového poháru

### Individuální
| Datum:         | Místo:              | Disciplína: |
| -------------- | ------------------- | ----------- |
| 16. ledna 2015 | Ruhpolding, Německo | sprint      |

### Kolektivní
| Datum:             | Místo:                      | Disciplína:     |
| ------------------ | --------------------------- | --------------- |
| 11. prosince 2011  | Hochfilzen, Rakousko        | štafeta         |
| 9. prosince 2012   | Hochfilzen, Rakousko        | štafeta         |
| 6. února 2015      | Nové Město na Moravě, Česko | smíšená štafeta |
| 29. listopadu 2015 | Östersund, Švédsko          | smíšená štafeta |
| 11. března 2016    | Oslo, Norsko (MS)           | štafeta         |
| 27. listopadu 2016 | Östersund, Švédsko          | smíšená štafeta |